# Малі Морки
Малі Мо́рки (рос. Малые Морки, марій. Изи Морко) — присілок у складі Моркинського району Марій Ел, Росія. Входить до складу Семісолинського сільського поселення.

## Населення
Населення — 105 осіб (2010; 119 у 2002).
Національний склад (станом на 2002 рік):
- лучні марійці — 46 %
- татари — 42 %